# 王真 (1905年)
王真（1905年—1989年7月7日），男，河北省魏县人。中国历史学家，中国近代史及民族史研究专家。笔名王日蔚、王守真、王受真等。
曾在1926年加入中国共产党，赴武汉参加第一次国内革命战争。以后长期从事教育和学术研究以及编辑工作，先后在大名师范、西安高中、保定师范、宝鸡中学等校任教。1935年开始在北平研究西北诸民族历史，得到冯承钧的帮助，数年间提出若干重要见解，救正了一些著名历史学家的偏误，受到史学界顾颉刚的重视与提携。抗战时期于1936至1940年在北平、西安、武汉、重庆等地任通俗读物编刊社编辑主任，1938年参加过郭沫若领导的国民政府军事委员会政治部第三厅工作。1946年到张家口晋察冀边区教育处任编辑。1947年至1953年他在中共中央宣传部先后任教育研究室、党史资料室编辑，研究方向也转向中国当代历史。1953年转到北京师范大学政治教育系教授中国革命史，并担任中国革命史教研室主任。
1956年参加《中国新民主主义革命时期通史》编书组，与李新、孙思白、彭明等一起担任主编。约在该书第一卷完成时，王真因其历史问题而退出编书组，回到北师大后于1958年被“补划”为“右派”，直至1980年代初始获平反，重返教学岗位。
1985年从北师大退休。1989年7月7日病逝，终年84岁。